# Сидоров, Виктор Михайлович
Виктор Михайлович Сидоров (2 сентября 1926 — 22 июня 1981) — советский физик, доктор физико-математических наук, профессор, начальник сектора Лаборатории ядерных проблем ОИЯИ.

## Биография
Родился в селе Ставрово Владимирской области.
Окончил МИФИ (1952).
Работал в Лаборатории ядерных проблем ОИЯИ, с 1956 года начальник фотоэмульсионного сектора.
Соавтор двух научных открытий:
- № 77 с приоритетом от ноября 1963 г.: «Экспериментально установлено ранее неизвестное явление двойной перезарядки пи-мезонов, выражающееся в том, что при взаимодействии с атомным ядром положительный пи-мезон превращается в отрицательный или отрицательный пи-мезон превращается вположительный без образования дополнительных пи-мезонов».
- № 119: «Установлено ранее неизвестное явление образования и бета-распада нуклоностабильного ядра с наибольшим известным отношением числа нейтронов к числу протонов N/Z=3 на примере сверхтяжелого гелия — Не-8». Приоритет открытия установлен по двум датам: 22 октября 1959 г. (теоретическое обоснование существования гелия-8), 30 октября 1965 г. (экспериментальное доказательство существования нуклоностабильного ядра гелия-8).

Доктор физико-математических наук.
Награждён орденом Октябрьской революции.
Делегат XXVI съезда КПСС.